# WinAce
WinAce là một chương trình quản lý file nén cho Windows với định dạng nén ACE và hỗ trợ các định dạng nén khác như ZIP, RAR và MS-CAB. Có một phiên bản dòng lệnh cho DOS tên là Commandline ACE. Cũng có phiên bản miễn phí (freeware) (nhưng không phải là phần mềm miễn phí) giao diện dòng lệnh để giải nén (bao gồm liệt kê và kiểm tra) tên là Unace cho Mac OS X và Linux.
WinAce phổ biến khoảng năm 2000, nhưng không bằng WinRAR sau này và chức năng nén file ZIP có sẵn của Windows.